# احساس خیلی خوبی دارم
«احساس خیلی خوبی دارم» (به انگلیسی:Feelin' So Good) عنوان تک‌آهنگی از خواننده و بازیگر آمریکایی جنیفر لوپز است. این تک‌آهنگ متعلق به آلبوم نخست او با نام On the six بوده که در سال ۲۰۰۰ ساخته و روانه بازار موسیقی شد. سبک این ترانه پاپ، آر اند بی معاصر و هیپ هاپ است توسط خواننده رپ پورتوریکویی به نام بیگ پان، شان کامز (پی. دیدی) خواننده و تهیه‌کننده آمریکایی و خود جنیفر لوپز نوشته شده است. «احساس خیلی خوبی دارم» در جدول هات دنس سانگز رتبه نخست را کسب کرد. 